# Rossendale
Rossendale es un distrito no metropolitano con el estatus de municipio, ubicado en el condado de Lancashire (Inglaterra). Fue constituido el 1 de abril de 1974 bajo la Ley de Gobierno Local de 1972 como una fusión de los antiguos municipios de Bacup, Haslingden y Rawtenstall, el distrito urbano de Whitworth y parte de Ramsbottom. Según el censo de 2001 realizado por la Oficina Nacional de Estadística británica, Rossendale tiene 138,05 km² de superficie y 65 652 habitantes.